# День работников пожарной охраны Украины
«День пожарной охраны» (укр. День пожежної охорони) — официальный государственный профессиональный праздник сотрудников пожарной охраны, который отмечается в стране Украина каждый год 17 апреля.

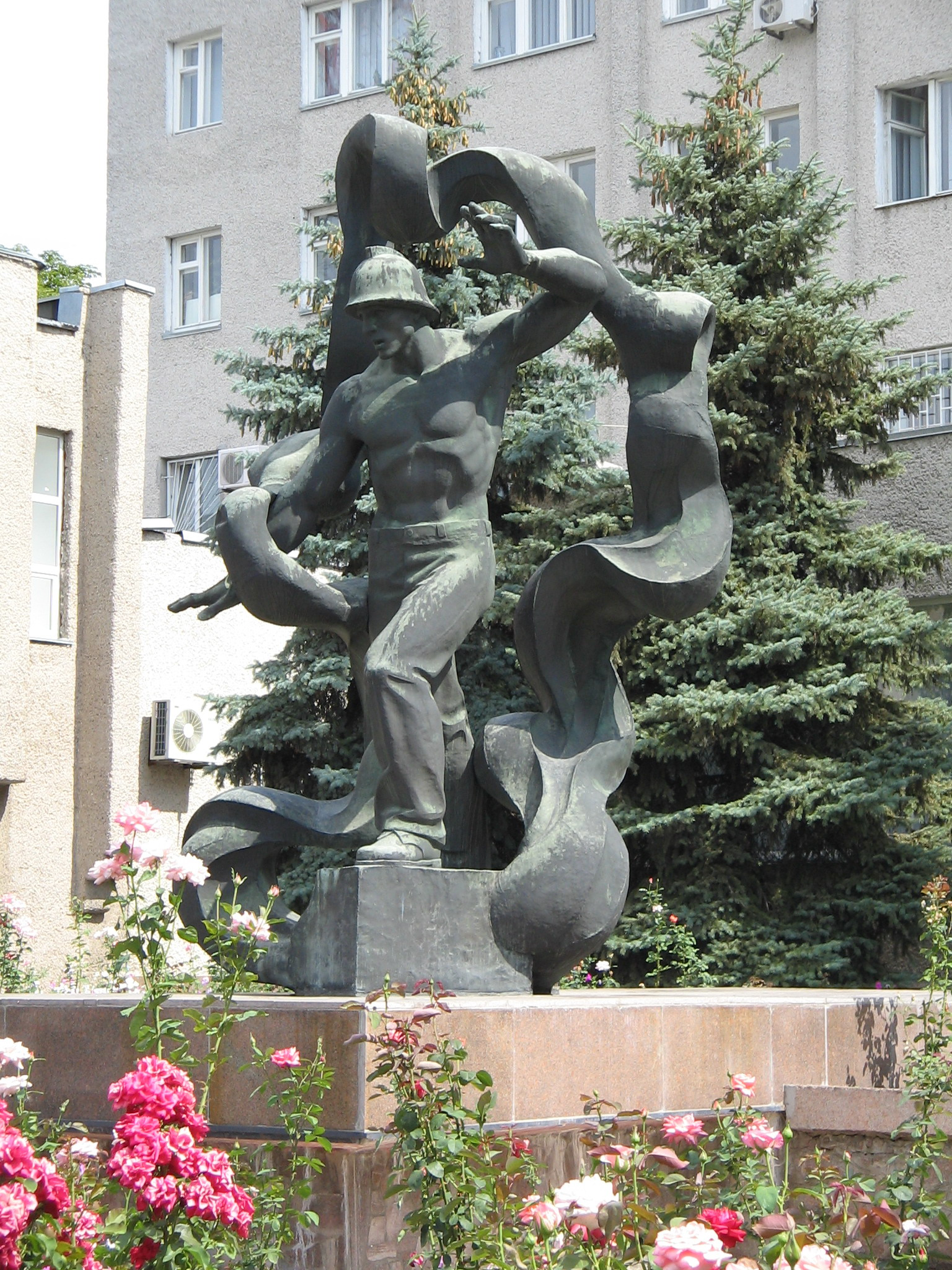
Памятник огнеборцам в Николаеве

## Регламентирующий документ
УКАЗ ПРЕЗИДЕНТА УКРАЇНИ № 555/2013 "Про День пожежної охорони" Ураховуючи вагомий внесок працівників пожежної охорони України у справу боротьби з вогняною стихією, захисту життя і здоров'я людей, майна від пожеж,на підтримку ініціативи громадських об'єднань та Державної служби України з надзвичайних ситуацій постановляю:
1. Установити в Україні професійне свято - День пожежної охорони, яке відзначати щороку 17 квітня.
Президент України Віктор Янукович
11 жовтня 2013 року

## История
30 апреля 1649 года русским царём Алексеем Михайловичем был подписан документ называвшийся «Наказ о Градском благочинии». Этим наказом, в Москве, впервые в Русском государстве вводилось постоянное, круглосуточное дежурство пожарных дозоров, коим предписывалось не только принимать активное участие в тушении пожаров, но и контролировать соблюдение существовавших на тот момент правил пожарной безопасности. Кроме того, пожарные патрули обладали правом применять ряд карательных мер к нарушителям ППБ.
Спустя полгода после Октябрьской революции (1917), 17 апреля 1918 года, Владимир Ильич Ленин подписал декрет «Об организации мер борьбы с огнём». Эта дата стала «Днём пожарного СССР».
2 января 1995 года в столице Украины, в городе-герое Киеве, второй президент Украины Леонид Данилович Кучма подписал Указ N 7/95 «О Дне работников пожарной охраны», который предписывал отмечать эту дату ежегодно, 29 января..
В президентском указе Леонида Кучмы в частности говорилось, что новый профессиональный праздник в стране вводится «по инициативе работников пожарной охраны Украины». А спасатели отмечали с 1998 г. – в последнюю субботу октября.
Однако праздники «День работников пожарной охраны» с 1995 года и «День спасателя» с 1998 года отмечались по 2004 год. 27 августа 2004 года, Леонид Кучма издает ещё один Указ N 1010/2004 следующего содержания: "Учитывая значительный вклад пожарных и аварийно-спасательных формирований и служб в дело защиты населения и территорий от последствий чрезвычайных ситуаций техногенного и природного характера, п о с т а н о в л я ю: 
- 1. Установить на Украине профессиональный праздник День работников гражданской защиты, который отмечать ежегодно 17 сентября.

Этот день 17 сентября выбран не случайно, так 17 сентября православной церковью празднуется день Иконы Божей Матери, которая является покровительницей пожарных и спасателей и оказывает помощь всем, кто попал в беду.
- 2. Признать утратившими силу: Указ Президента Украины от 2 января 1995 N 7 (7 / 95) «О Дне работников пожарной охраны». Также отменялся и Указ Президента Украины от 22 октября 1998 N 1170/98 «О Дне спасателя»[3].

Таким образом, два национальных украинских профессиональных праздника «День работников пожарной охраны» и «День спасателя» были объединены в один общий, под названием: «День работников гражданской защиты».
Но и этот праздник продержался не долго, с 2004 по 2008 год. В 2008 году Министерство по вопросам чрезвычайных ситуаций Украины (МЧС Украины) предложило, а тогдашний глава государства Виктор Ющенко принял предложение переименовать объединенный День работников гражданской защиты в День спасателя, и выдал Указ Президента Украины Виктора Андреевича Ющенко № 830/2008 «О Дне спасателя» от 12 сентября 2008 года который отменил вышеуказанный указ N 1010/2004 и название праздника «О дне работников гражданской защиты» было также упразднено. Осталась только дата — 17 сентября.
Теперь, 17 сентября именуется «Днём спасателя Украины» и в этот день, спасатели, работники пожарной охраны отмечают свой профессиональный праздник вместе со всеми сотрудниками МЧС Украины и по делам защиты населения от последствий Чернобыльской катастрофы.
11 октября 2013 года Президент Украины Виктор Янукович подписал Указ № 555/2013 "Про День пожарной охраны", который отмечать ежегодно 
17 апреля.
Теперь на Украине работники пожарной охраны опять отмечают два своих профессиональных праздника: 
- 17 апреля - «День пожарной охраны»;
- 17 сентября - «День спасателя».

А 29 января в соответствии с приказом МЧС Украины от 29 января 2009 года в органах и подразделениях гражданской защиты установлено  праздник «День чествования ветеранов и пенсионеров пожарной охраны».